# Nambale
Nambale – miasto w Kenii, w hrabstwie Busia. 
Według danych ze spisu powszechnego w 2019 roku liczyło 20 864 mieszkańców – 9875 mężczyzn i 10 988 kobiet.